# 雙曲群
數學的幾何群論上，雙曲群是指一種帶有度量的群，符合雙曲幾何的某些性質。雙曲群是米哈伊爾·格羅莫夫於1980年代初所創的概念。

## 定義
群上的一個度量稱為左不變度量，如果群中任何兩個元素，被另外任一個元素左乘後，其間的距離仍保持不變。如果一個群有一個左不變度量，使得這個群按度量空間而言，是一個格羅莫夫雙曲空間，就稱之為雙曲群。
雙曲群中以字雙曲群最為常見。提到雙曲群時，通常就是指字雙曲群。一個有限生成群稱為字雙曲群（word hyperbolic group），如果群中有由某有限生成集賦予的字度量，令其成為格羅莫夫雙曲空間。換言之，取群中一個有限生成集合，將對應的凱萊圖每條邊長都定為1，那麼這個凱萊圖是格羅莫夫雙曲空間。只要有對應某個有限生成集合的字度量有此性質，那麼對應任何有限生成集合的字度量，都會有相同性質。這是因為對應各個有限生成集合的字度量，都是擬等距同構的，而格羅莫夫雙曲性，在擬等距映射下不變。

## 例子
- 有限群
- 逼肖循環（virtually cyclic）群
- 有限生成自由群，更一般的凡是作用在局部有限樹上並有有限穩定子群的群。
- 曲面群差不多都是雙曲群，確切而言任何歐拉特徵為負的閉曲面，基本群都是雙曲群。
- 三角形群\triangle(l,m,n)差不多都是雙曲群，確切而言凡是1/l + 1/m + 1/n < 1的三角形群都是雙曲群，例如(2,3,7)三角形群。
- 有嚴格負曲率的緊緻黎曼流形的基本群
- 餘緊緻及真不連續地作用在正態（proper）CAT(k)空間上且k < 0的群是雙曲群。這一類群包含所有上述例子，且給出與流形或樹無關的雙曲群。